# Mono-no-aware
Mono-no-aware (物の哀れ) lit. "o pathos das coisas", também traduzido por "uma empatia para com as coisas" ou ainda "uma sensibilidade sobre coisas efémeras", é um termo japonês sobre a consciência da anicca (无常, Mujo), ou transitoriedade das coisas, assim como uma leve tristeza transitória (ou melancolia) na sua passagem, mudança, mas também uma leve tristeza prolongada, profunda sobre o estado de conformidade para com a realidade da vida.
No âmago da literatura clássica japonesa e poesia, refere-se ao ideal estético do mono no aware, que implica uma "sensibilidade", a consciência e capacidade de resposta para alguma coisa: um objeto inanimado ou mesmo ser vivo, ou uma resposta emocional sobre outra pessoa. As flores de cerejeira são um símbolo do ideal do mono-no-aware. Florescem numa beleza ímpar após o inverno, alardeando a vida por apenas alguns dias antes de morrer.
Mono-no-aware é a expressão emocional do japonês em relação à natureza. Este sentimento baseia-se na convicção da necessidade de se co-existir com a natureza, pois, para o japonês, se dela nascemos, para ela retornaremos. E entretanto, isso conscientiza e traduz-se , cotidianamente, no mono-no-aware.

## Terminologia
O termo foi cunhado no século XVIII durante o período Edo, pelo estudioso da cultura japonês Motoori Norinaga (1730-1801) e referia-se, na sua origem, de um conceito usado na sua crítica literária do Genji Monogatari, tendo mais tarde sido aplicado a outras obras seminais japonesas, nomeadamente Man'yōshū. O mono-no-aware tornou-se fundamental para a sua filosofia literária e, eventualmente, para a cultura tradicional japonesa.